# Sako Zeverijn

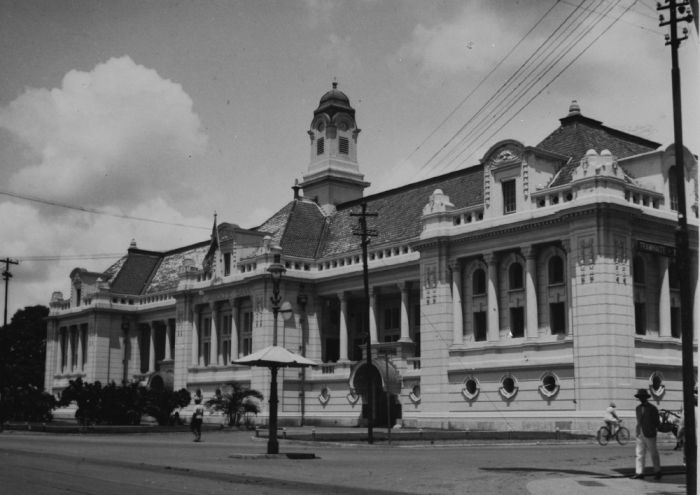
Kantoor te Batavia van de Javasche Bank (1920-1940)

Sako Bijl Zeverijn (Hindeloopen, 30 juli 1833 – Amsterdam, 1 december 1893) was een Nederlands bankier en bankdirecteur.

## Leven en werk
Zeverijn werd te Hindeloopen in 1833 geboren. De doopsgezinde Zeverijn begon zijn Indische loopbaan bij de Nederlandsche Handel-Maatschappij, in dienst waarvan hij in 1857 naar Batavia ging. Kort daarna ging hij over naar de handelsfirma J.F. van Leeuwen & Co, en was hij achtereenvolgens werkzaam in Soerabaja, Padang en Batavia. In 1876 nam hij de leiding van de firma in Amsterdam over, waarna in 1885 zijn benoeming tot directeur van De Nederlandsche Bank volgde. In 1889 volgde hij Norbertus van den Berg op als president van de Javasche Bank in het Nederlands-Indië. Deze positie bekleedde hij tot zijn overlijden. 